# Gare royale (Laeken)
Ne doit pas être confondu avec Gare de Laeken ou Gare royale (Ardenne).
La gare royale (en néerlandais : Koninklijk Station), dite aussi halte royale ou gare du domaine royal de Laeken, est une gare ferroviaire belge fermée située sur le tronçon commun de la ligne 28, de Schaerbeek à Bruxelles-Midi par Bruxelles-Ouest et de la ligne 50, de Bruxelles-Nord à Gand-Saint-Pierre par Jette, Denderleeuw et Alost. Cette gare se trouve à Bruxelles-Ville (section de Laeken), entre les gares ouvertes de Schaerbeek et Tour et Taxis (ligne 28), et de Bruxelles-Nord et Bockstael (ligne 50).
C'est une ancienne gare privée mise en service en 1877, utilisée uniquement par la famille royale belge et ses visiteurs, située dans le domaine royal de Laeken, quartier de Bruxelles, en région de Bruxelles-Capitale. Elle est classée en 1996.

## Situation ferroviaire
Établie à 17 mètres d'altitude, la gare royale est située au point kilométrique (PK) 1,5 de la ligne 28, de Schaerbeek à Bruxelles-Midi, entre les gares de Schaerbeek et de Laeken (fermée). À cet endroit (entre les bifurcations Y Pont-de-la-Senne et Y Laeken) la ligne 28 et la ligne 50 (ligne omnibus de Bruxelles-Nord à Gand) partagent les mêmes voies.

## Histoire

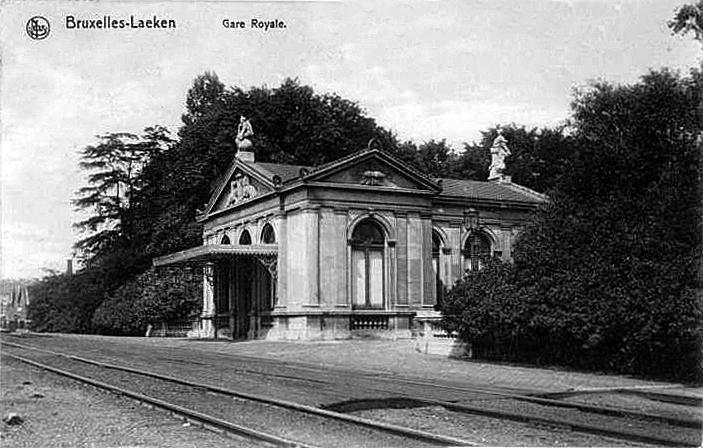
la gare au début des années 1900.

Léopold II devient roi des Belges en 1865. Ayant constaté qu'il manque à Bruxelles un lieu pouvant recevoir des congrès, festivités et réceptions officielles, il veut transformer son château de Laeken en « palais de la nation ». Pour faciliter son accès il projette de réaliser un embranchement souterrain pour amener ses invités au pied de l'escalier d'honneur du château. Ce projet grandiose n'est pas réalisé et remplacé par la création d'une petite gare privée située sur la ligne de Schaerbeek à Bruxelles-Midi,.
La gare royale est mise en service en 1877, elle est située le long de la voie ferrée, à proximité du canal de Willebroek. Elle dispose d'un bâtiment, de type pavillon néoclassique, dû à l'architecte du roi Alphonse Balat. À l'intérieur elle dispose d'un plancher en ébène.
En 1894, le sculpteur Jean Hérain (1853-1924) décore le bâtiment avec des sculptures.
La gare est utilisée pour la dernière fois en 2001, lorsque le roi Albert II et la reine Paola célèbrent les 75 ans de la SNCB en y prenant le train.

## Service des voyageurs
Gare fermée, qui a conservé ses quais, située sur une ligne en service. Au 1er janvier 2025 elle est toujours mentionnée comme « gare voyageurs » sur la carte technique du réseau Infrabel, bien qu'elle soit réservée à la famille royale et qu'aucun train ne s'y soit arrêté depuis plus de vingt-cinq ans.

## Patrimoine ferroviaire
La « gare du domaine royale de Laeken », de style néoclassique, est présente dans le Registre du patrimoine immobilier protégé dans la Région de Bruxelles-Capitale comme monument classé. L'arrêté d'ouverture de la procédure de protection est du 10 novembre 1994 et l'arrêté de protection définitif est publié le 26 septembre 1996.
En 2020, le bâtiment, fermé au service ferroviaire et inutilisé, est la propriété de la Régie des Bâtiments.